# ادواردو چاپرو-جکسون
ادواردو چاپرو-جکسون (اسپانیایی: Eduardo Chapero-Jackson‎؛ زادهٔ ۱۹۷۱) کارگردان فیلم اهل اسپانیا است که بیشتر به‌خاطر فیلم‌های کوتاهش شناخته می‌شود.
از فیلم‌هایی که وی در آن‌ها نقش داشته است، می‌توان به کنش و سفارت اشاره نمود.